# John Bulaitis
John Bulaitis (26 de julho de 1933 - 25 de dezembro de 2010) foi um religioso inglês e diplomata da Santa Sé.

## Biografia
Nascido em Londres, Reino Unido, Bulaitis era filho de lituanos. Entre 1944-1952 estudou no colégio jesuíta Santo Inácio em Londres e de 1952 a 1958, filosofia e teologia na Pontifícia Universidade Gregoriana de Roma.
Foi ordenado padre pela Diocese de Kaišiadorys, Lituânia, em 2 de fevereiro de 1958. De 1959 a 1963 estudou direito eclesiástico na Pontifícia Universidade Lateranense de Roma e obteve seu doutorado e entre 1961-1963 estudou na Pontifícia Academia Eclesiástica, preparando-se para o serviço diplomático.
Na sua longa carreira diplomática ao serviço da Santa Sé, trabalhou nas representações papais na Coreia do Sul, Chile, Panamá, Quênia, Sudão, Congo, Chade, República Centro-Africana e Irã.
Em 21 de novembro de 1981, foi nomeado arcebispo titular de Narona, delegado apostólico no Chade, pró-núncio apostólico na República Centro-Africana e na República do Congo. Recebeu a ordenação episcopal em 6 de janeiro de 1982 na Basílica de São Pedro, pelo Papa João Paulo II, tendo como principais co-consagradores os arcebispos Eduardo Martínez Somalo e Lucas Moreira Neves, OP.
Em 11 de julho de 1987, foi nomeado Pró-Núncio Apostólico no Irã; aos 30 de novembro de 1991, Pró-Núncio Apostólico na Coreia do Sul; em 8 de setembro de 1992, Núncio Apostólico na Mongólia; e por fim, núncio apostólico na Albânia em 25 de março de 1997.
Serviu como postulador do caso de beatificação do Servo de Deus Teofilius Matulionis, bispo de Kaišiadori, cuidando do andamento do caso até sua morte.
Arcebispo Bulaitis se aposentou em 2008. Faleceu em Roma e foi sepultado no Campo di Verano.

## Sucessão apostólica
Dom John Bulaitis foi consagrador principal de:
- Bispo Dodë Gjergji (2006).

E principal co-consagrador de:
- Bispo Alexander Sye Cheong-duk (1994)
- Bispo Cristoforo Palmieri, CM (2005)
- Bispo Ottavio Vitale, RCJ (2006)
- Arcebispo George Anthony Frendo, OP (2006)